# Вуду

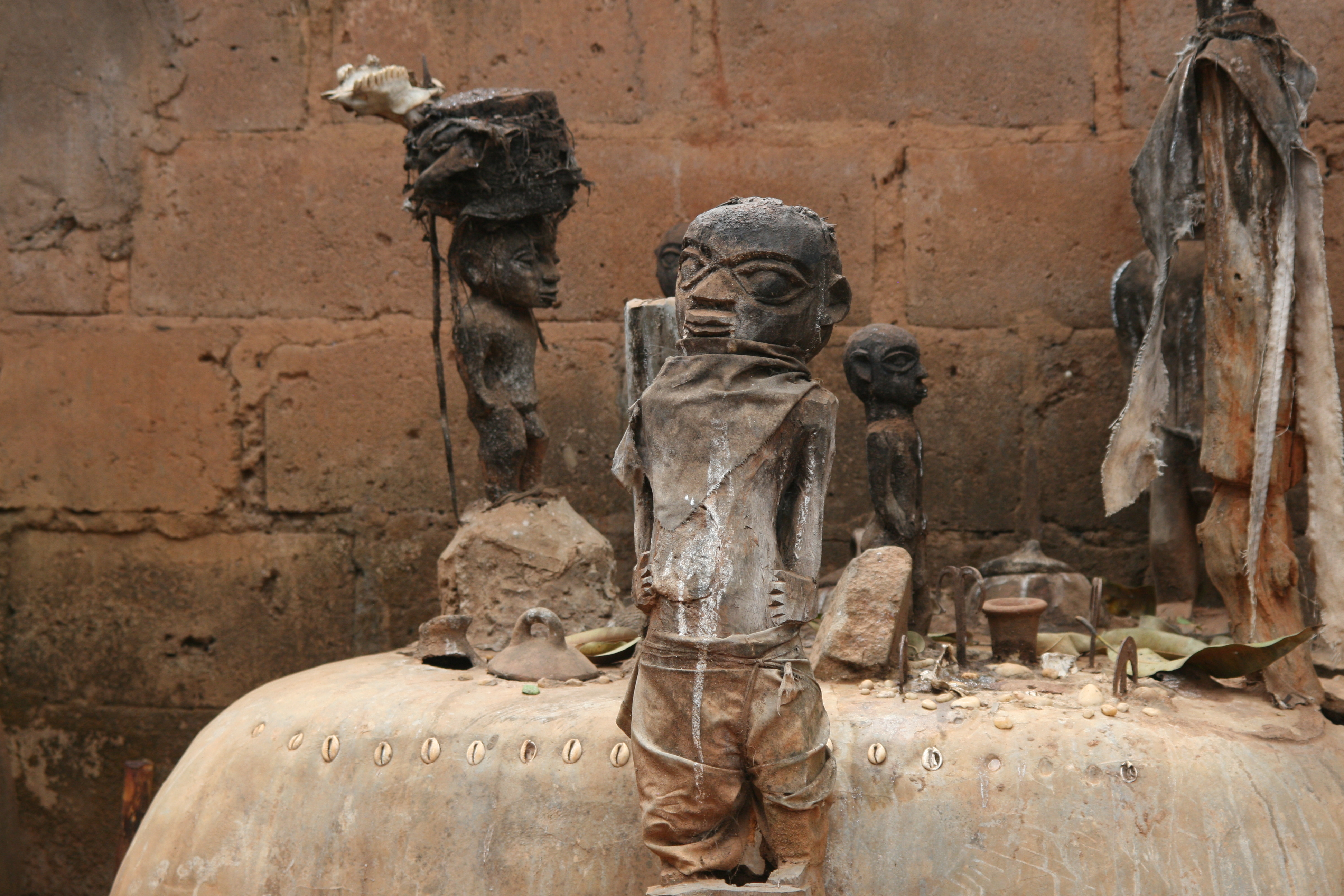
Вівтар Вуду Абомей, Бенін.

Ву́ду (англ. Voodoo) — загальна назва релігійних вірувань, що з'явились серед нащадків чорношкірих рабів, вивезених з Африки до Південної та Центральної Америки.
На основі вірувань народів Дагомеї релігії вуду з'явились на Гаїті, Сантеріа (ісп. Santeria). На основі вірувань народу Йоруба на Кубі з'явилась релігія Макумба (порт. Macumba), а у Бразилії — вірування Умбанда, Кимбанда, Кандомбле.

## Теологія
Послідовники гаїтянського вуду вірять в існування Бога-творця (Bondieu — Доброго Бога), який не бере участі у житті своїх творінь, і духів (лоа), які є дітьми Бога-творця. Їм моляться, їх вшановують, як старших членів сім'ї. Згідно з віруваннями вудуїстів у людині живе декілька душ. До народження і після смерті вона є гвінейським янголом. Крім цього, у ній живе посол Бога — совість.

## Послідовники вуду
Послідовників вуду — вудуїстів — налічують близько 50 мільйонів[джерело?]. Вони широко розповсюджені у Гаїті, Тринідаді, Кубі та Ямайці. Існують невеликі осередки вуду і в інших країнах світу.

## Історія

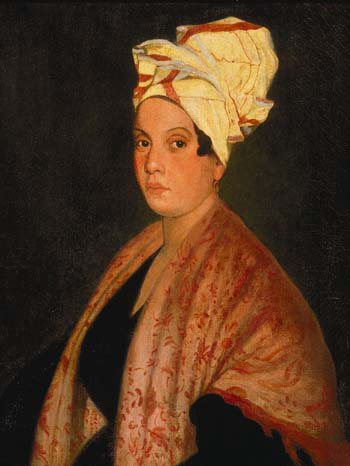
Мері Лаво, королева вуду

Африканські раби, привезені до Америки, розповсюдили свої вірування на континенті. Багато послідовників вуду на Кубі та Гаїті (де вуду є офіційною релігією). У США послідовників Вуду багато серед афро-американців, особливо у Новому Орлеані, де вуду з'явилось ще в XVII столітті).
- В 1791 на Гаїті спалахнуло повстання на чолі з вудуїстами.
- Найвідомішою новоорлеанською королевою вуду була Мері Лаво (XIX століття).
- 2001 року засновано гаїтянську церкву вуду (Eglise Voudou d'Ayiti).

## Диференціація жерців
- Гунган (houngan) — священик.
- Мамбо (mambo) — жінка-священик.
- Бокор (bokor) — непосвячений, що практикує, здебільшого, магію «лівої руки».
- Ла плас (la place) — помічник священика.
- Нгомбо (ngombo) — жрець.

## Пантеон вуду
- Агве (Agwe) — дух води, покровитель моряків та мандруючих водою.
- Барон Субота (Baron Samedi, Ghede)— дух смерті та загробного світу. Зображується у вигляді скелету (черепа) у циліндрі із цигаркою та чорних окулярах. Одержимий ним п'є ром.
- Барон Каррефур — дух нещасть, невдач і покровитель чорної магії.
- Дамбала — дух, пов'язаний зі зміями. Великий Зомбі. Одержимий ним мучиться спрагою.
- Легба (Legba) — дух дверей до Раю чи Пекла.
- Ерзулі Фреда — дух кохання у вигляді чарівної непорочної діви у вбранні нареченої. Її символ — серце. Її кольори — червоний та блакитний.
- Симбі — дух водних джерел (прісних).
- Огун (Ogu) — дух вогню та блискавок, бог заліза і війни, покровитель ковалів і воїнів.
- Мама Бріджит — дружина Барона Суботи.
- Марасса (Marassa) — духи-близнюки.
- Мадемуазель Шарлот — покровителька молодих дівчат.
- Собо (Sobo) — дух у вигляді французького генерала.
- Согбо (Sogbo) — дух, що закликається для вирішення проблем у суді, пошуку злочинців, виклику грому.
- Ти-Жан-Петро (Ti-Jean-Petro) — злий дух у вигляді одноногого карлика, муж Ezili Danto.